# Battignies
Battignies is een stadsdeel van de stad Binche in de Belgische provincie Henegouwen. Vanaf de Franse revolutie tot 1881 was het een zelfstandige gemeente: de wet van 9 augustus 1881 voegde Battignies bij de stad Binche.

## Bezienswaardigheden
- De Sint-Annakapel (Chapelle Sainte-Anne) is een laatgotische kapel van omstreeks 1600.

## Natuur en landschap
Battignies ligt aan de Chaussée Brunehaut. De hoogte bedraagt ongeveer 100 meter.

## Demografische ontwikkeling
- Bron: NIS; Opm:1831 t/m 1880=volkstellingen
- 1876: afstand van het stationskwartier (0,12 km² met 80 inwoners) aan Binche

## Nabijgelegen kernen
Binche, Waudrez, Péronnes-lez-Binche, Ressaix
Deelgemeenten: Binche · Bray · Buvrinnes · Épinois · Leval-Trahegnies · Péronnes-lez-Binche · Ressaix · Waudrez

Overige plaats: Battignies

Belgische gemeenten · Arrondissement Thuin · Henegouwen · Wallonië